# Eda Okretič Salmič
Eda Okretič-Salmič je upokojena učiteljica fizike iz Kopra in nekdanja poslanka v DZ RS * 19. maj 1951. Leta 1996 je izdala delovni zvezek z naslovom Vaje iz fizike: 22 eksperimentalnih vaj [za maturo]. V 2. mandatnem obdobju (1996-2000) je bila poslanka v DZ (DeSUS), nato pa samostojna poslanka v DZ. Bila je tudi podpredsednica DZ. Za ponovno kandidaturo se ni odločila, je pa nadaljevala akademsko kariero. Na fakulteti za matematiko in fiziko je najprej prišlo do neljubih dogodkov pri opravljanju magistrskega izpita, saj naj bi bil zaradi njenega (ne)dela odstopil predsednik magistrske komisije profesor Janez Strnad. V akademskih krogih pa se je govorilo, da naj bi profesor Strnad izjavil, da je odstopil, ker po tem zagovoru ni videl več možnosti, da bi kakršenkoli magisterij na FMF še kdaj zavrnili. Na srečo kandidatke so kmalu določili novega predsednika magistrske komisije, to je bil profesor Marjan Hribar, sicer vodja podiplomskega študija fizike, izobraževalna smer.
Magistrsko delo Zbrani primeri nestacionarnih plinskih tokov je iz leta 2001. V magistrskem delu je obravnavan tok plina v ceveh, ki spajajo karakteristične prostore motorja z notranjim izgorevanjem. Poudarek je na fizikalnih pojavih v plinu v teh prostorih. Ob upoštevanju ohranitvenih zakonov ter podrobno podanem opisu parcialnih diferencialnih enačb nestacionarnega plinskega toka so podane osnovne enačbe za poenostavljene primere. Primeri so predstavljeni tudi v obliki grafov, kjer lahko opazujemo odvisnost tlaka, hitrosti in masnega pretoka od časa na izbranem mestu v cevi in vzdolž nje.
Kasneje se je zaposlila na Ministrstvu za visoko šolstvo in je v kratkem času večkrat napredovala.
|  |

|  |  |
|  |  |